# Les amistats perilloses (pel·lícula)
Les amistats perilloses (títol original en anglès Dangerous Liaisons) és una pel·lícula britànico-estatunidenca de Stephen Frears, estrenada el 1988. Aquesta pel·lícula ha estat doblada al català. Està basada en la novel·la Les relacions perilloses, escrita per Pierre Choderlos de Laclos el 1782.

## Argument
Dos aristòcrates brillants i espirituals, la marquesa de Merteuil, exquisida i perillosa, i el seductor vescomte de Valmont, signen un pacte d'inviolable amistat al final de la seva relació. Per aquest pacte, la marquesa demana a Valmont de seduir la càndida Cécile de Volanges que pròximament ha de casar-se amb el seu exfavorit, M. de Bastide. Però Valmont ha intentat seduir la virtuosa senyora de Tourvel.

## Repartiment
- Glenn Close: Marquesa de Merteuil
- John Malkovich: Vescomte de Valmont
- Michelle Pfeiffer: Madame de Tourvel
- Swoosie Kurtz: Madame de Volanges
- Keanu Reeves: el cavaller Danceny
- Mildred Natwick: Madame de Rosemonde
- Uma Thurman: Cécile de Volanges
- Peter Capaldi: Azolan
- Joe Sheridan: Georges
- Valerie Gogan: Julie
- Laura Benson: Émilie
- Joanna Pavlis: Adèle

## Premis i nominacions[calcitació]

### Premis
1989
- Oscar a la millor direcció artística per Stuart Craig i Gérard James
- Oscar al millor vestuari per James Acheson
- Oscar al millor guió adaptat per Christopher Hampton

1990
- BAFTA a la millor actriu per Michelle Pfeiffer
- BAFTA al millor guió adaptat per Christopher Hampton
- César a la millor pel·lícula estrangera
- Premi Sant Jordi al millor actor estranger per John Malkovich
- Premi Sant Jordi per la millor pel·lícula estrangera

### Nominacions
1989
- Oscar a la millor actriu per Glenn Close
- Oscar a la millor actriu secundària per Michelle Pfeiffer
- Oscar a la millor banda sonora per George Fenton
- Oscar a la millor pel·lícula

1990
- BAFTA a la millor actriu per Glenn Close
- BAFTA a la millor fotografia per Philippe Rousselot
- BAFTA al millor vestuari per James Acheson
- BAFTA a la millor direcció per Stephen Frears
- BAFTA al millor muntatge per Mick Audsley
- BAFTA al millor maquillatge i perruqueria per Jean-Luc Russier
- BAFTA a la millor música per George Fenton
- BAFTA al millor disseny de producció per Stuart Craig